# Willi Herren

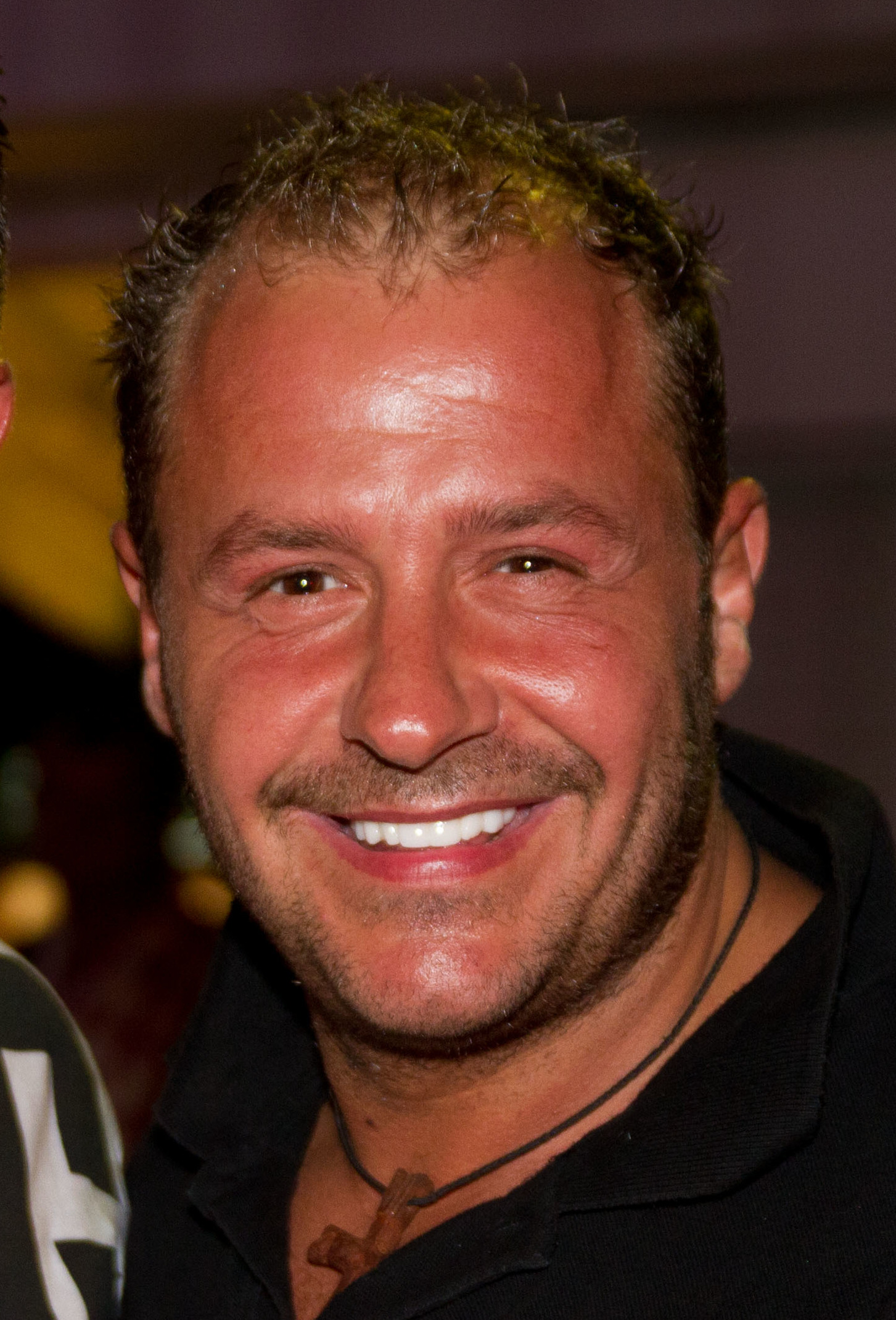
Willi Herren, 2011

Wilhelm „Willi“ Herren (* 17. Juni 1975 in Köln; † 20. April 2021 ebenda) war ein deutscher Entertainer, Schauspieler und Partyschlagersänger. Er wurde 1992 durch die Rolle des Olli Klatt in der Fernsehserie Lindenstraße bekannt.

## Karriere

### Fernsehen

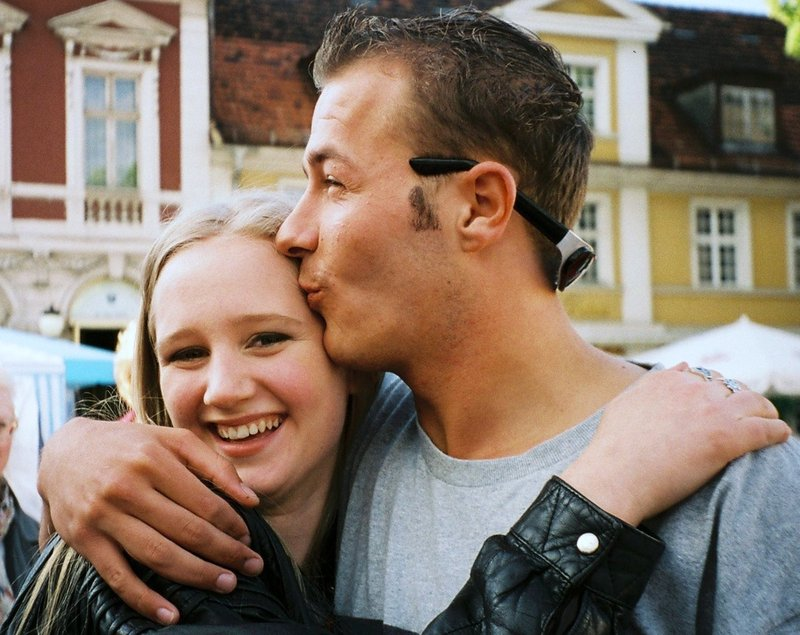
Willi Herren und seine Kollegin Sontje Peplow in Potsdam (1998)

Schon in jungen Jahren begeisterte sich Herren für die Schauspielerei und spielte als einziger Junge in der Theater-AG seiner Schule mit. Im Alter von 10 Jahren hatte er seine erste Schauspielrolle im Fernsehfilm Hallo, hier ist Jochen. Bekannt wurde er durch die Rolle des Oliver „Olli“ Klatt, die er von 1992 bis 2020 in 201 Folgen der ARD-Serie Lindenstraße spielte. In dieser Zeit wirkte er auch in Sönke Wortmanns Der bewegte Mann (1994) als Kleindarsteller, in Kutluğ Atamans Lola und Bilidikid, den Fernsehfilmen Herzrasen und Kahlschlag sowie in verschiedenen TV-Serien als Gastschauspieler mit.
Beim dritten RTL-Promiboxen verlor Herren im Mai 2004 gegen den Rapper Darkman Nana. Im selben Jahr nahm er an der zweiten Staffel der RTL-Show Ich bin ein Star – Holt mich hier raus! teil und belegte den dritten Platz. Die Teilnahme am Dschungelcamp bescherte Herren einen Imagewechsel, der negativen Einfluss auf seine Schauspielkarriere hatte. Er sei „vom Charakterdarsteller zum Jeck gedreht worden“, sagte er 2011 in einem Interview mit dem Stern.
Bis Juni 2010 lebte Herren im münsterländischen Greven, dann kehrte er nach Köln zurück. Dies wurde von der Pseudo-Doku-Soap mieten, kaufen, wohnen auf VOX thematisiert. Ebenso hatte er eine Gastrolle in Alarm für Cobra 11. Im März 2012 gab der WDR die Rückkehr Herrens nach jahrelanger Pause in die Lindenstraße bekannt. Es handelte sich dabei allerdings nur um einen Gastauftritt für eine einzelne Episode. Im März 2014 drehte Herren erneut für die Lindenstraße.
2011 veröffentlichte Herren seinen ersten eigenen Kurzfilm Blauer sucht Frau, der im Kölner Gloria-Theater seine Kinopremiere feierte. Zahlreiche Prominente wie Jürgen Drews, Heino, Jean Pütz, Indira Weis oder Gina-Lisa Lohfink spielten neben Herren in der Film-Groteske mit. 2015 nahm er an der Show Ich bin ein Star – Lasst mich wieder rein! teil, in der er um einen Wiedereinzug in das Dschungelcamp kämpfte. Im August 2017 nahm Herren an der fünften Staffel von Promi Big Brother teil und belegte den 3. Platz. Gemeinsam mit seiner Ehefrau Jasmin Herren nahm er im Sommer 2019 an der Reality-Show Das Sommerhaus der Stars teil. 
Außerdem nahm er im November 2019 an der VOX-Show Grill den Henssler teil. In der 1754. Folge der Lindenstraße (Ausstrahlung am 1. März 2020) hatte er einen Gastauftritt als Geist. 2020 war Herren Kandidat in der Reality-Show Kampf der Realitystars – Schiffbruch am Traumstrand und nahm mit seiner Frau am Ableger der TV-Show Temptation Island teil. 2021 folgte die Teilnahme an der zweiten Staffel von Promis unter Palmen. Die Ausstrahlung des Formates wurde nach Herrens Tod nach zwei Folgen gestoppt.

### Sänger

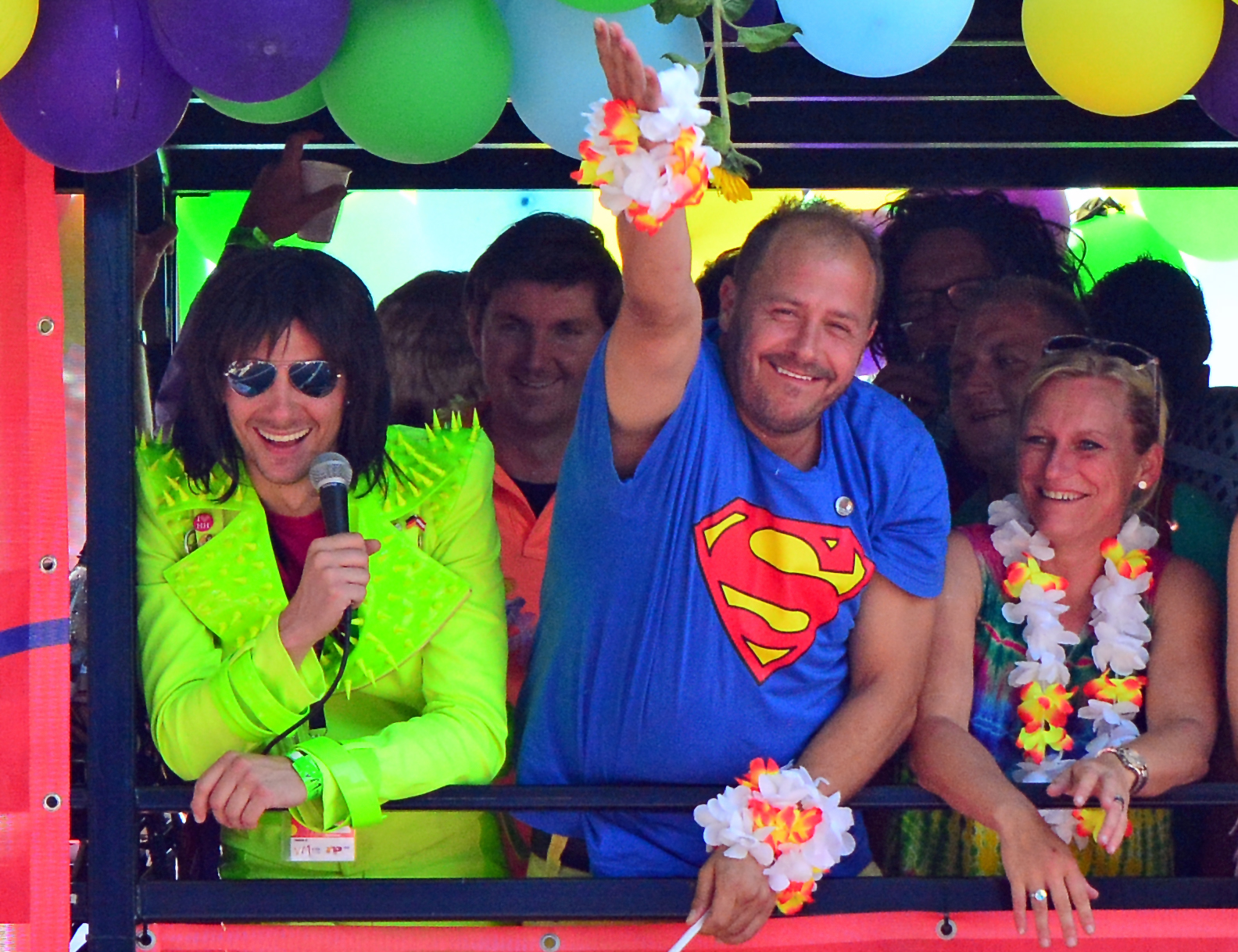
Willi Herren als Partyschlagersänger mit Superman-T-Shirt beim Schlagermove (2015)

2005 startete Herren mit Coverversionen wie Wer bist denn du, 1000 und eine Nacht oder Ein Freund, ein guter Freund eine Karriere als Partyschlagersänger. Er veröffentlichte viele Titel im Bereich Stimmungsmusik und war Teil des Bandprojektes Rühmanns Scherben, das er mit Libero5 und Jürgen Milski gründete. Mit seiner Single Ich war noch niemals in New York trat er im ZDF-Fernsehgarten auf. Nach dem Finalsieg bei der Fußball-Weltmeisterschaft 2014 gegen Argentinien hatten einige Spieler beim Empfang daheim in Berlin auf der Bühne den Fangesang So gehn die Gauchos (nach dem Kinderlied Ich kenne einen Cowboy) aufgeführt. Gemeinsam mit Ikke Hüftgold veröffentlichte Herren daraufhin eine erweiterte Version. Sie erreichte Platz 99 in den Charts. Mit dem Start der Sendung Promi Big Brother veröffentlichte er zusammen mit DJ Düse 2017 das Lied Wap Bap.

## Privatleben
Willi Herrens Vater gleichen Namens war als Boxer aktiv und hatte sechs Kinder. Seine Mutter Ute arbeitete als Prostituierte und starb mit 35 Jahren an Krebs. Mit der italienischstämmigen Kölnerin Mirella Fazzi war Herren von 1993 bis 2003 liiert. Sie bekamen einen Sohn (* 1994) und die Tochter Alessia Millane (* 2002). Das Familienleben der Herrens war von 2014 bis 2016 Thema der siebenteiligen Reihe Die Herrens, Willis wilde Welt auf RTL II.
Von 2009 bis 2016 war Herren in einer Beziehung mit seiner Managerin Jana Windolph, die wegen seiner Affäre mit der Mallorca-Sängerin Jasmin Jenewein auseinanderging. Jenewein wurde seine Freundin und 2018 seine Ehefrau.
Im Mai 2008 wurde Herren vom Amtsgericht Köln wegen zweifachen Fahrens ohne Fahrerlaubnis zu sechs Monaten Freiheitsstrafe mit Bewährung verurteilt. Im November 2008 wurde er vom Amtsgericht Köln wegen Fahrens ohne Fahrerlaubnis, Trunkenheit am Steuer und Nötigung zu einer erneuten Bewährungsstrafe von 14 Monaten sowie zu zwei Jahren Fahrerlaubnissperre verurteilt. Zusätzlich musste er 3000 Euro an die Stiftung zur Vermeidung von Verkehrsopfern in Deutschland zahlen. Im Februar 2010 wurde Herren, nachdem er die Kosten einer Taxifahrt geprellt hatte, wegen eines gegen ihn ausstehenden Haftbefehls festgenommen.
In der ZDF-Reihe 37 Grad berichtete er 2012 erstmals von seiner Kokainsucht. Eine RTL-Reihe mit dem Titel Willi Herren im Drogensumpf im Rahmen der Sendung Explosiv – Das Magazin thematisierte seine Entzugsversuche. Im Juni 2012 erregte Herren dadurch Aufsehen, dass er an der Seite des Salafistenpredigers Pierre Vogel auf dessen Kölner Kundgebung auftrat. Herren lobte den als radikal geltenden Prediger, der vom Verfassungsschutz beobachtet wird, als „herzensguten Menschen“. Anschließend erklärte Herren, dass er sich komplett von den Salafisten distanziere.

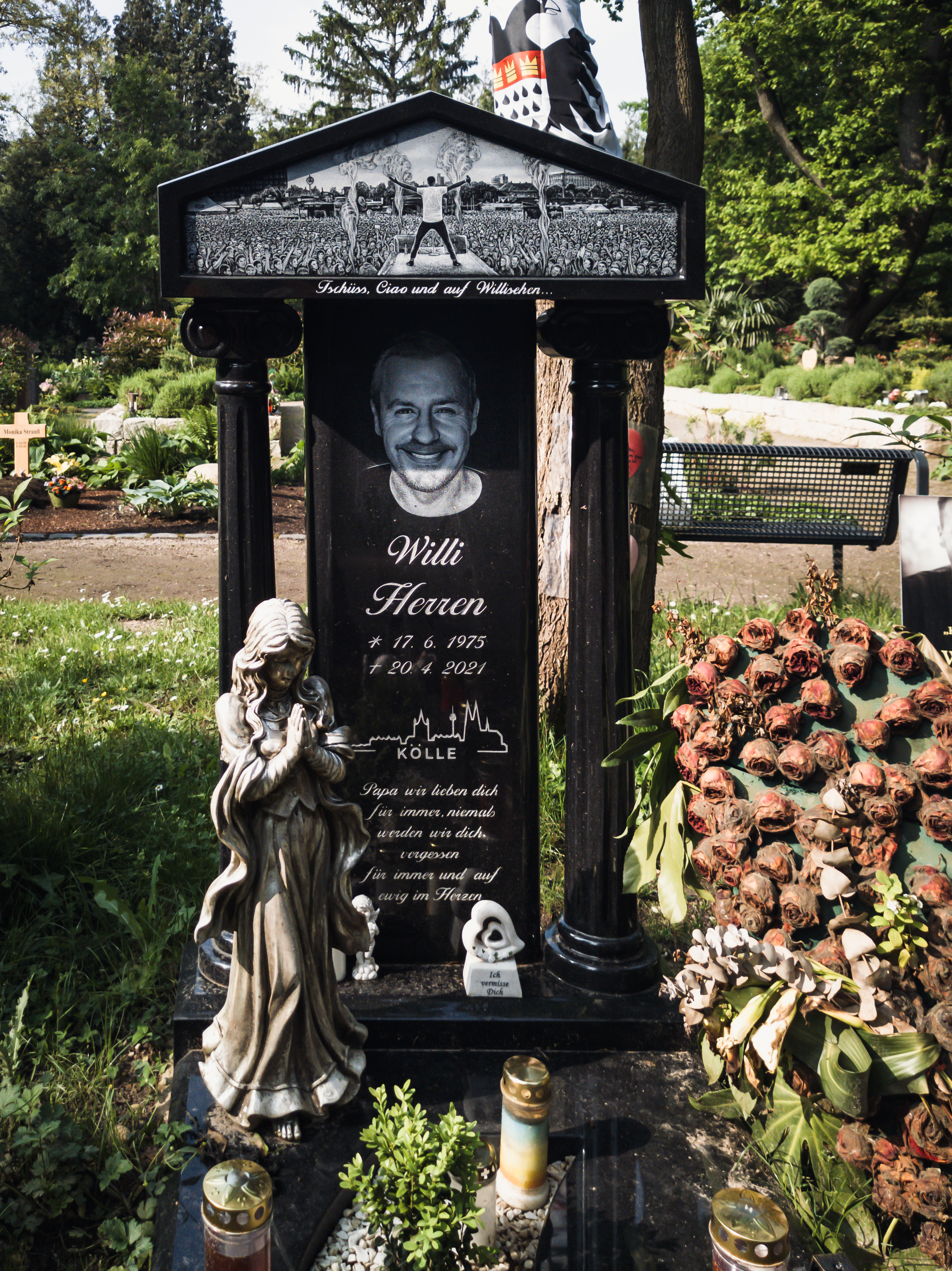
Herrens Grabstätte auf dem Melaten-Friedhof (2024)

Im Juni 2020 gab der Sender RTL die Privatinsolvenz von Herren bekannt. Es sei bereits Anfang Mai am Amtsgericht Köln ein Insolvenzverfahren gegen ihn eröffnet worden. Im März 2021 gab Jasmin Herren die Trennung des Paares bekannt.
Im April 2021 wurde Herren tot in seiner Wohnung in Köln-Mülheim aufgefunden. Er wurde auf dem Melaten-Friedhof in Köln-Lindenthal beigesetzt. Im September 2021 gab die Staatsanwaltschaft bekannt, dass polizeiliche Ermittlungen, Obduktion und chemisch-toxikologische Analyse keine Hinweise auf ein Fremdverschulden ergeben hätten.
Zwei Tage vor seinem Tod hatte Herren einen Foodtruck für Reibekuchen in Frechen eröffnet, der im Mai 2021 in Flammen aufging und ausbrannte. Die Staatsanwaltschaft Köln geht von vorsätzlicher Brandstiftung aus und ermittelte gegen Unbekannt.

## Diskografie
Kompilationen
| Jahr | Titel Musiklabel                                           | Anmerkungen                                                          |
| ---- | ---------------------------------------------------------- | -------------------------------------------------------------------- |
| 2009 | Greatest Hits / Lobet den Herren (Neuauflage) Xtreme Sound | Erstveröffentlichung: 18. Dezember 2009 Neuauflage: 14. Oktober 2011 |
| 2010 | Meine Besten Da Records                                    | Erstveröffentlichung: 24. September 2010                             |

## Auszeichnungen
- 2011: Ballermann-Award in der Kategorie Bester Party-Act
- 2013: Ballermann-Award in der Kategorie Bester Cover-Song
- 2013: EMMAward in der Kategorie Bester Entertainer
- 2016: Ballermann-Award (ohne Kategorie)
- 2017: Ballermann-Award (ohne Kategorie)
- 2018: Ballermann-Award in der Kategorie Live

## Filmografie (Auswahl)
- 1991: Verurteilt: Anna Leschek (Fernsehfilm)
- 1992–2007, 2012, 2014, 2020: Lindenstraße (Fernsehserie, 201 Folgen)
- 1993: Kahlschlag (Fernsehfilm, Regie: Hanno Brühl)
- 1993: Klettermaxe (Kurzfilm)
- 1994: Der bewegte Mann (Kinofilm)
- 1994, 2001, 2002: Die Wache (Fernsehserie, 3 Folgen)
- 1995: Entführung aus der Lindenstraße (Fernsehfilm)
- 1996: Jede Menge Leben (Fernsehserie, Folge Ansichten und Aussichten)
- 1996: Gefährliche Freundin (Fernsehfilm)
- 1996: Ein Bayer auf Rügen (Fernsehserie, Folge …der werfe den ersten Stein)
- 1997: Ein Fall für zwei (Fernsehserie, Folge Der Kalifornische Traum)
- 1997: Nikola (Fernsehserie, Folge Ein heißes Wochenende)
- 1999: Lola und Bilidikid (Lola and Billy the Kid, Fernsehfilm)
- 2000: Nesthocker – Familie zu verschenken (Fernsehserie, Folge Zusammenleben)
- 2001: SK Kölsch (Fernsehserie, Folge Funkenmariechen ist tot)
- 2001: Kleiner Mann sucht großes Herz (Fernsehfilm)
- 2001: Herzrasen (Fernsehfilm)
- 2001: Victor – Der Schutzengel (Fernsehserie, Folge Herr der sieben Meere)
- 2001, 2002: St. Angela (Fernsehserie, 2 Folgen)
- 2002: Kolle – Ein Leben für Liebe und Sex (Fernsehfilm)
- 2002: Tatort (Fernsehreihe, Folge Rückspiel)
- 2002, 2005: Hallo Robbie! (Fernsehserie, 2 Folgen)
- 2003: Das Amt (Fernsehserie, Folge Auf den Kopf gefallen)
- 2003: Verbotene Liebe (Fernsehserie, Folge 1.1965)
- 2003: SOKO Köln (Fernsehserie, Folge Elf Freunde sollt ihr sein)
- 2007: Hausmeister Krause – Ordnung muss sein (Fernsehserie, Folge Die Jungfrau)
- 2008: Alarm für Cobra 11 – Die Autobahnpolizei (Fernsehserie, Folge Am Ende der Jugend)
- 2010: C.I.S. – Chaoten im Sondereinsatz (Fernsehfilm)
- 2011: Blauer sucht Frau (Kinokurzfilm, Regie: Willi Herren)
- 2012: Fraktus
- 2018: Einstein (Fernsehserie, Folge Anaphylaxie)

### Synchronrollen
- 1999: Trey Parker als Adolf Hitler in South Park (Staffel 3, Folge: Halleluja! Mr. Hankeys klassische Weihnachten)[29]

## Sonstige TV-Auftritte (Auswahl)
- 1992: Dirk Bach Show (Folge 2)
- 2004: Promiboxen
- 2004: Ich bin ein Star – Holt mich hier raus!
- 2010: Das perfekte Promi-Dinner
- 2013: mieten, kaufen, wohnen
- 2014–2016: Die Herrens, Willis wilde Welt (Siebenteilige TV-Doku)
- 2014: Promi-Frauentausch
- 2015: Ich bin ein Star – Lasst mich wieder rein!
- 2016: Promi Shopping Queen
- 2017: Promi Big Brother
- 2019: Stars im Spiegel – Sag mir, wie ich bin
- 2019: Das Sommerhaus der Stars – Kampf der Promipaare
- 2019: Grill den Henssler
- 2020: Genial daneben – Das Quiz
- 2020: Kampf der Realitystars – Schiffbruch am Traumstrand
- 2020: Temptation Island VIP
- 2021: Die Festspiele der Reality Stars – Wer ist die hellste Kerze?
- 2021: Promis unter Palmen